# 音MAD
音MAD（おとマッド）、音系MAD（おとけいマッド）、音声MAD（おんせいマッド）とは、音声を有するメディアソースを音楽の基盤として用いる、MADムービーのジャンルである。
1970年代に主に大学のサークルで制作されていた「MADテープ」が名の由来である（MADムービー#流通と社会の対応も参照）。
音MADはニコニコ動画が中心になって発展した。その後ニコニコ動画で広がりを見せ、現在ではYouTubeなどの他の動画共有サイトでも多く見られる。中国の動画共有サイトであるBiliBiliでは「中: 鬼畜」と呼ばれ、公式からも一つのジャンルとして扱われている。
またYouTubeではYouTube Poopという起源を別としたMADムービーが作成されており、音MADと同種の動画はYTPMV（英: YouTube Poops Music Video）と呼称されている。
著作権上危うい存在であるが、インターネットミーム現象となり、社会的に影響を与える例も多い。

## 技法

### 人力ボーカロイド
人力ボーカロイドとは、アニメーションのキャラクターなどの声をピッチ補正やフォルマント補正によって変声し、任意の楽曲の歌詞を歌わせる技法、およびその技法を用いて制作された作品の構成部分を指す。通常のVOCALOID楽曲に比べ、作者が歌詞を歌わせるバーチャルシンガーを選ぶこともその特徴である。例えば、渡り鳥Pによる『ココロ』は、バーチャルシンガーの鏡音リンの歌唱によるトラボルタの楽曲『ココロ』を、その声を調声した宇多田ヒカルに歌わせたものである。

## 問題

### 著作権
作品に用いられる素材が自売り素材であったり、作者自身が著作権を保持する素材である場合は多くなく、親ジャンルであるMADムービーと同様、既存のメディアソースを使用することによる著作権問題が指摘されているため、現状的には違法である。（MADムービー#MADムービーに関する問題点を参照せよ）。実際、ニコニコ動画では著作者から申請を受けた音MADに対して削除する方針を固めており、2013年には東京地裁がISPに対し創価学会が権利を持つビデオを使用した音MADを投稿した人物の情報開示を命じている。
しかし、著作者がMAD動画を視聴しポジティブな感想を残す例や、角川の認定MADや「おいでよっ！MADコンテスト」、「邪神ちゃんMAD＆動画投稿祭」など著作者の公認の元、動画を公開する機会も存在する。

### 倫理性
『おとわっか』や、ゲイビデオ『真夏の夜の淫夢』を題材にした作品など、公序良俗に反する内容を含む作品も存在する。

## 制作方法
素材となる映像、音声をキャプチャやリッピングをすることにより用意をし、各種編集ソフトウェアを利用して制作される。

### 音素材の管理
MUTANT にて音素材を管理することができる。

### 音声の制作方法
主に、REAPERやVocalShifterなどを中心としたDAWソフトウェアで制作されることが多い。

### 映像の制作方法
MADムービーと同じく、主にAdobe PremiereやAfter Effects、Windows ムービーメーカー、NiVE、VirtualDub、AviUtlなどが作成に利用されることが多い。また、Blenderなどの3DCGソフトウェアを用いる例も見られるようになった。